# Águila de blasón
Águila de blasón es una obra de teatro de Ramón María del Valle-Inclán, estrenada en 1907.

## Argumento
Incluida en la trilogía Comedias bárbaras, la acción se centra en el Hidalgo Don Juan Manuel Montenegro, caballero orgulloso, es el cacique de una pequeña aldea gallega, con una esposa, Doña María; una amante, su ahijada Sabelita y cinco hijos (Pedrito, Rosendo, Mauro, Gonzalito y Farruquito), a cual más pendenciero, con la sola excepción de Cara de Plata.

## Representaciones destacadas
- Teatro Eldorado de Barcelona (estreno), el 2 de marzo de 1907. Intérpretes: Francisco García Ortega.
- Teatro María Guerrero de Madrid, 1966. Dirección: Adolfo Marsillach. Intérpretes: Antonio Casas (Juan Manuel), Nuria Torray, Pilar Muñoz, José María Prada, Gemma Cuervo, Maruchi Fresno, Carlos Ballesteros, Fernando Guillén y Charo Soriano.
- Centro Dramático Nacional de Madrid, 1969. Dirección: Adolfo Marsillach. Intérpretes: Luis Prendes (Juan Manuel), Marisa de Leza, Arturo López, Terele Pávez, Ángel Terrón.
- Televisión (en el programa Noche de teatro, de TVE, 1974). Intérpretes: Fernando Rey (Juan Manuel), Pilar Muñoz, Jesús Enguita, Pilar Puchol, Maruchi Fresno, Charo López, Pepe Ruiz, Mary González, Víctor Valverde, Paloma Hurtado, Blanca Sendino y Mary Delgado.
- Teatro María Guerrero de Madrid, 1991. Dirección: José Carlos Plaza. Intérpretes: José Luis Pellicena (Juan Manuel), Toni Cantó, Mari Carmen Prendes, Pilar Bayona, Fernando Chinarro.
- Ciudad de las Artes Escénicas de Valencia, 2003, con dirección de Bigas Luna. Se trata de una refundición de las tres obras que integran la trilogía Comedias bárbaras, con Juan Luis Galiardo como Juan Manuel.